# Lithocarpus menadoensis
Lithocarpus menadoensis là một loài thực vật có hoa trong họ Cử. Loài này được (Koord.) Soepadmo mô tả khoa học đầu tiên năm 1970.